# Siena (província)
A província de Siena (em português também conhecida como Sena) é uma província italiana da região da Toscana com cerca de 194 440 habitantes, densidade de 56 hab/km². Está dividida em 36 comunas, sendo a capital Siena.
Faz fronteira a norte com a província de Florença, a nordeste com a província de Arezzo, a este com a região da Úmbria (província de Perugia e província de Terni), a sul com a região do Lácio (província de Viterbo) e com a província de Grosseto e a oeste com a província de Pisa.
Região produtora dos famosos vinhos Chianti, Brunello di Montalcino, Rosso di Montalcino.